# Houghton (Míchigan)
Houghton es una ciudad ubicada en el condado de Houghton en el estado estadounidense de Míchigan. Es sede del condado de Houghton. En el Censo de 2010 tenía una población de 7708 habitantes y una densidad poblacional de 635,78 personas por km².

## Geografía
Houghton se encuentra ubicada en las coordenadas 47°6′37″N 88°34′8″O / 47.11028, -88.56889. Según la Oficina del Censo de los Estados Unidos, Houghton tiene una superficie total de 12.12 km², de la cual 11.51 km² corresponden a tierra firme y (5.04%) 0.61 km² es agua.

## Demografía
Según el censo de 2010, había 7708 personas residiendo en Houghton. La densidad de población era de 635,78 hab./km². De los 7708 habitantes, Houghton estaba compuesto por el 85.17% blancos, el 1.01% eran afroamericanos, el 0.39% eran amerindios, el 11.21% eran asiáticos, el 0.05% eran isleños del Pacífico, el 0.38% eran de otras razas y el 1.79% pertenecían a dos o más razas. Del total de la población el 1.84% eran hispanos o latinos de cualquier raza.